# インノケンティウス12世 (ローマ教皇)
インノケンティウス12世（Innocentius XII, 1615年3月13日 - 1700年9月27日）は、ローマ教皇（在位：1691年 - 1700年）。本名はアントーニオ・ピニャテッリ（Antonio Pignatelli）。清廉潔白な人柄で贅沢を嫌い、中世以来のカトリック教会の悪習であったネポティズム（親族登用主義）と聖職売買（シモニア）の根絶を目指した。

## 生涯
ナポリの名家の出身であるピニャテッリは、ローマのイエズス会のコレジオで学んだ。20代にして教皇ウルバヌス8世のそばで働くようになり、以降の教皇達に仕えて、教皇大使としてフィレンツェ、ウィーン、ワルシャワなどへ赴任した。インノケンティウス11世の時代の1681年に枢機卿にあげられ、ナポリの大司教になった。アレクサンデル8世没後の教皇選挙では神聖ローマ帝国とフランスの2つの枢機卿団がもめたため、双方の妥協の結果としてピニャテッリが教皇に選ばれた。
1691年7月12日、教皇インノケンティウス12世を名乗ったピニャテッリはインノケンティウス11世の精神を継承して教皇庁の綱紀粛正に乗り出した。そのためには中世を通じてカトリック教会にはびこっていた2つの悪習、ネポティズム（親族登用）とシモニア（聖職売買）の根絶が必要だと考えた。1692年の勅書「ロマーヌム・デチェット・ポンティフィチェム」（Romanum decet Pontificem）において教皇が親族に財産や土地、利益を与えることの禁止を明文化した。それだけでなく親族の中で枢機卿にあげることができるのは一人だけとした。また、聖職売買の原因が奢侈にあると考え、教皇庁と高位聖職者たちの生活を質素にすることを目指した。彼は、教皇が莫大な富を持つことと親族を大量に登用することが当たり前だった前任者たちと自分を比べて、「私の親戚は貧しさだよ」といっていた。
このような教皇庁の風紀の一新だけでなく、教皇領全体の改革を推進した。裁判や法治がきちんとおこなわれるための「インノケンティウスのフォーラム」（Forum Innocentianum）を設置している。1693年にはガリカニスムの論議に関して4人のフランス人枢機卿を追放している。フランス教会の教皇権からの自立性を唱えるガリカニスムの精神は1682年の「ガリカニスム四か条」によってはっきりと宣言されていた。1699年にはジャック・ベニン・ボセーとフェヌロンの間で起きた静寂主義をめぐる論争では後者の行き過ぎを批判して、前者を是としている。
インノケンティウス12世の教皇在位中は、神聖ローマ帝国との関係でてんてこまいだった前任者たちと違い、フランスとの折衝に力をいれた点できわだっている。この徳に秀で自制心の強かった教皇は、1700年9月27日にこの世を去った。